# Тарнобжег
Тарно́бжег (пол. Tarnobrzeg, Терноберег) — місто на правах повіту в південно-східній Польщі, в Сандомирській котловині. Відоме тим, що тут було проголошено Тарнобжезьку республіку.

## Етимологія
Назва Тарнобжег походить від засновників міста, родини Тарновських. Інші міста, засновані родиною Тарновських, також називалися подібним чином, такі як: Тарногород та Тернопіль.

## Географія
Тарнобжег розташований на правому березі річки Вісла, у південно-східній частині Польщі. Це най-північніше місто в Карпатському регіоні.

## Історія
Тарнобжег був заснований у 1593 році, щоб стати резиденцією родини Тарновських. Засновником міста був Станіслав Тарновський, каштелян Сандомирський. Того ж року король Сигізмунд III Ваза надав поселенню Магдебурзьке право.
У 1772 році місто стало частиною Австрійської імперії та залишався в провінції Галичина до листопада 1918 року.
Тарнобжег зазнав серйозних руйнувань під час Першої світової війни.
У 1950-х роках були виявлені значні запаси сірки. З початку 1960-х років місто почало швидко зростати: населення зросло з 5 000 до 50 000 осіб у 1990-х роках. Після закриття сірчаної шахти Тарнобжег занепав. У 1999 році місто перестало бути центром воєводства.

## Пам'ятки
- Костел і монастир домініканців

## Демографія
Демографічна структура станом на 31 березня 2011 року:
|          | Загалом | Допрацездатний вік | Працездатний вік | Постпрацездатний вік |
| -------- | ------- | ------------------ | ---------------- | -------------------- |
| Чоловіки | 23483   | 4358               | 16445            | 2680                 |
| Жінки    | 25338   | 4139               | 15389            | 5810                 |
| Разом    | 48821   | 8497               | 31834            | 8490                 |

## Галерея

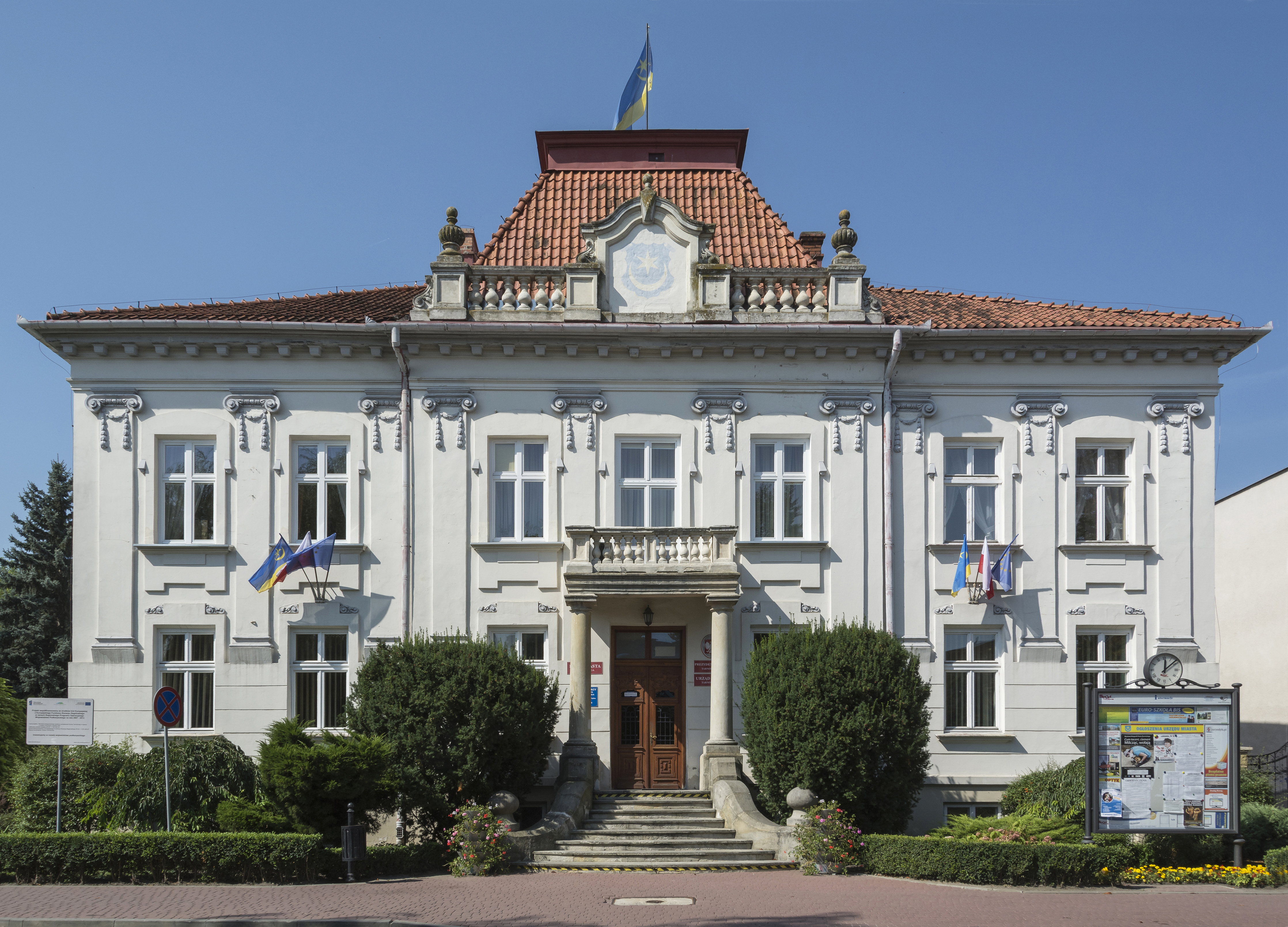
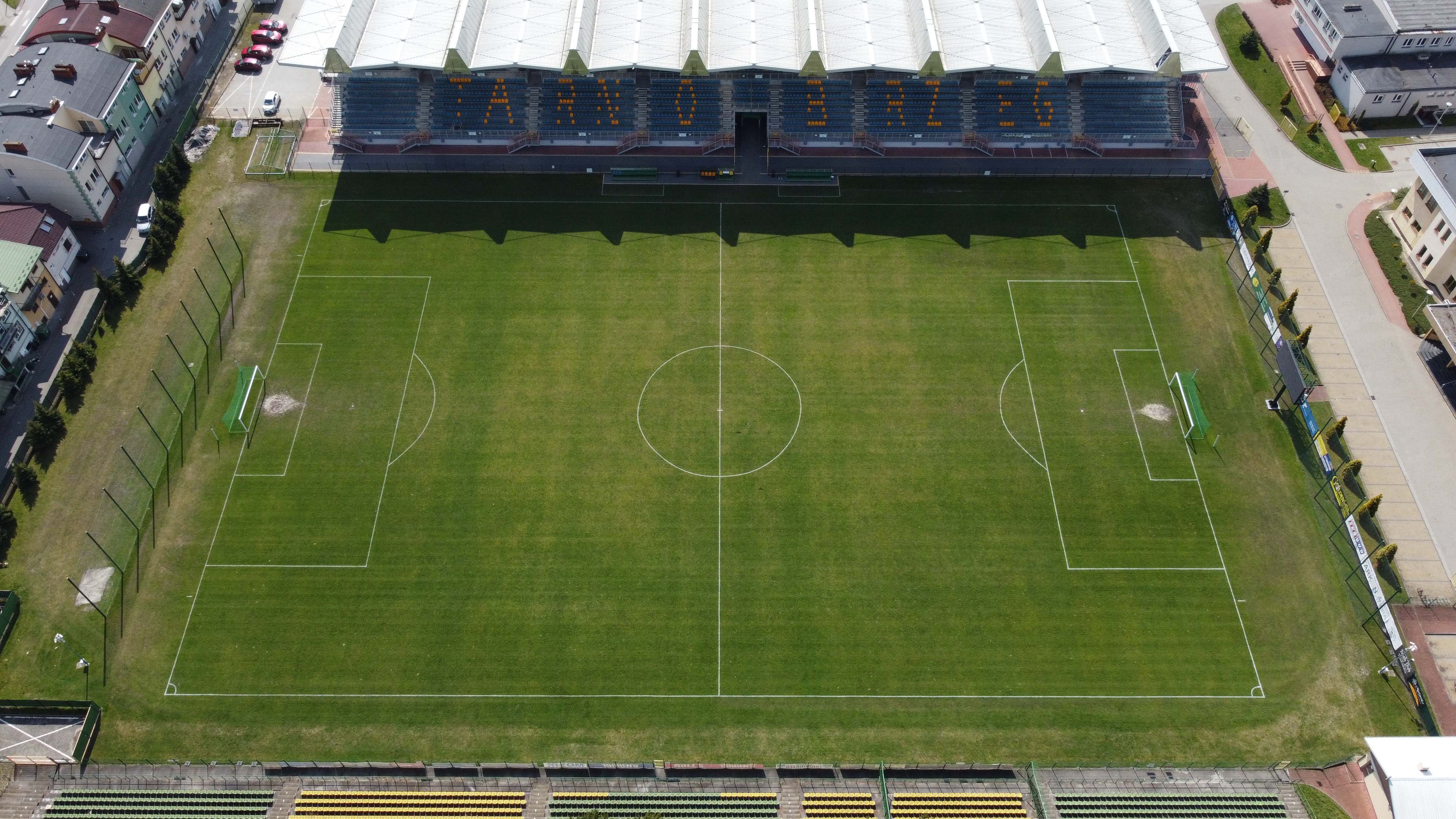
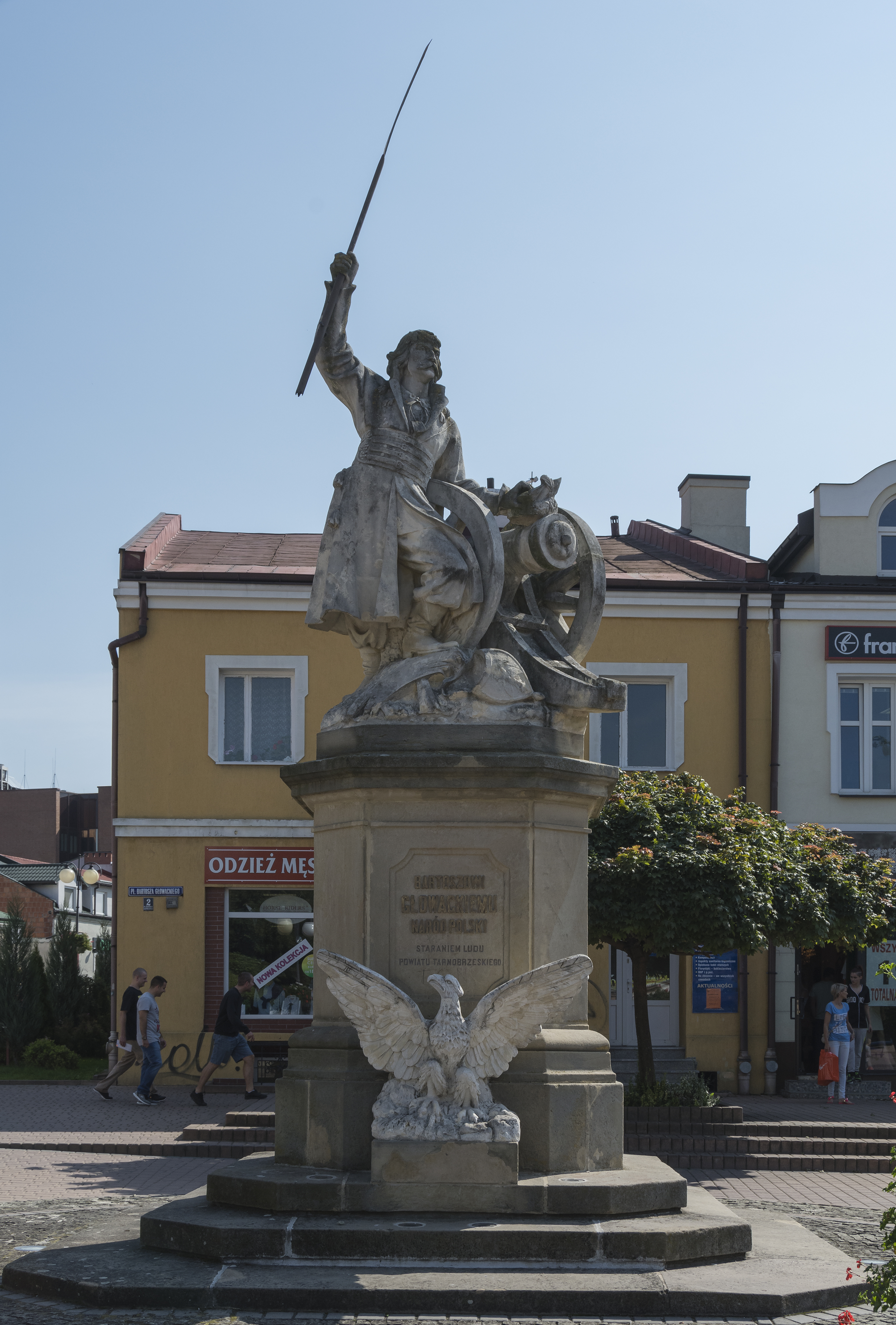
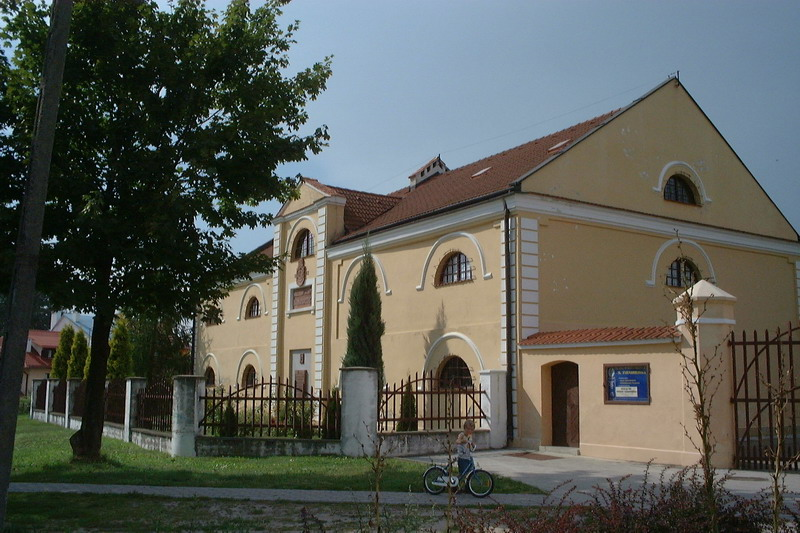
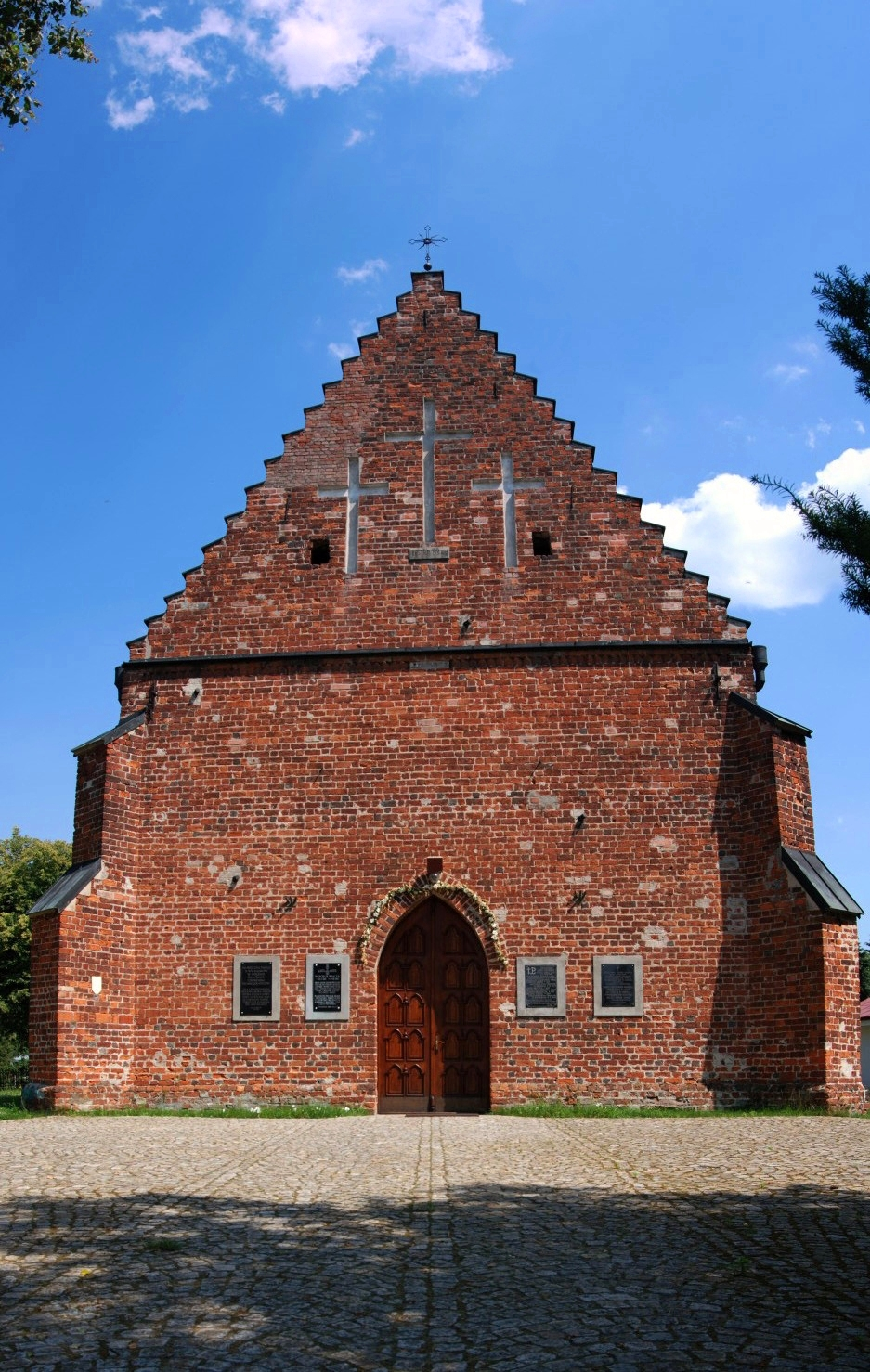
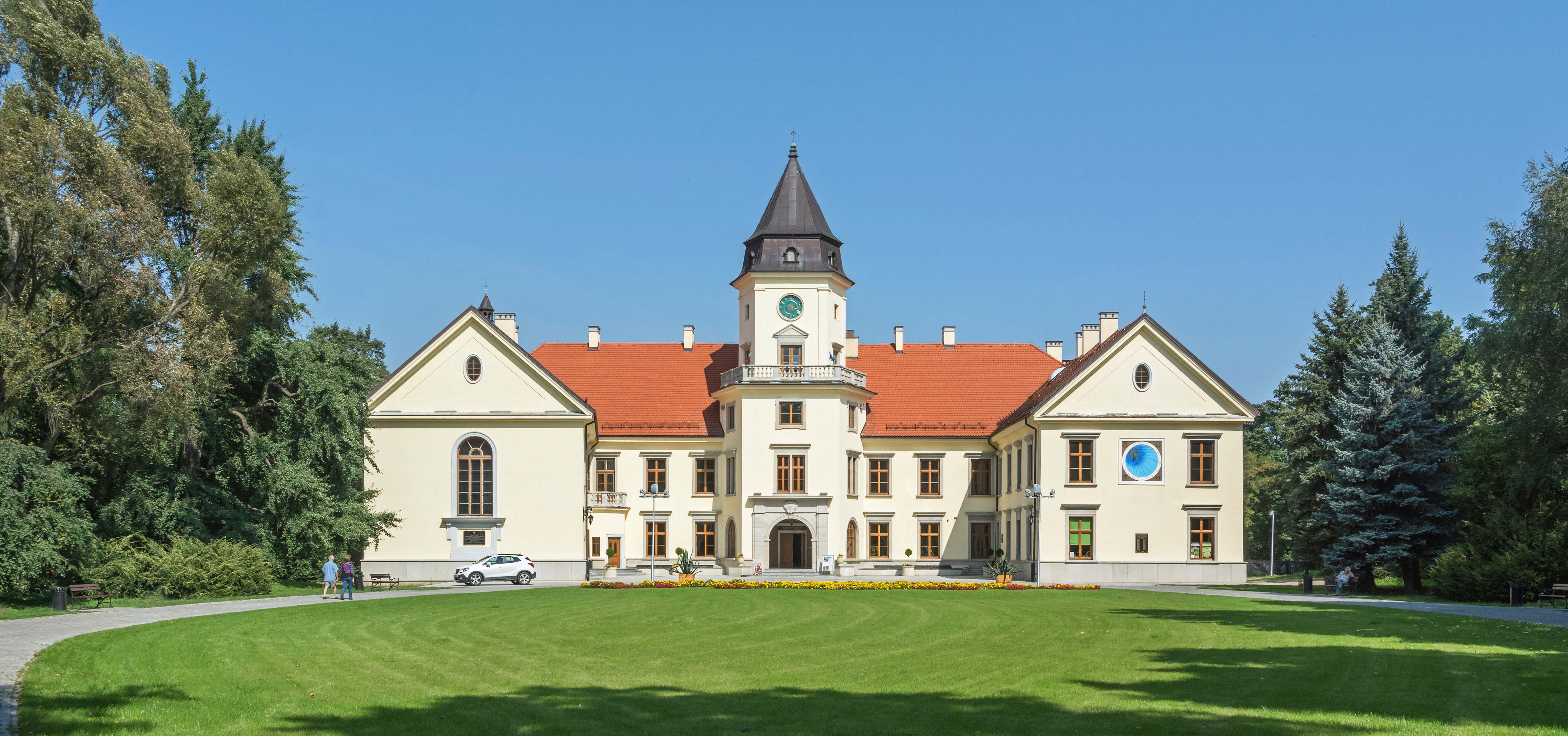

## Відомі люди

### Уродженці
- Володимир Гамерський  — український галицький лікар, доктор медицини, громадський діяч, сотник УГА, симпатик ОУН[6].
- Станіслав Тарновський — польський історик літератури, літературний критик, політичний публіцист, лідер краківський консерваторів, професор і ректор Ягеллонського університету, президент Академії знань у Кракові.
- Евеліна Кобрин (пол. Ewelina Kobryn, нар.. 1982) — польська професійна баскетболістка.

### Померли
- Євген (Евген) Бородієвич — літератор, поет, перекладач, вояк Легіону УСС (хорунжий[7]) та УГА, брат Іванни Блажкевич.[8]

## Спорт
- Сярка — футбольний клуб.

## Міста-побратими
- Чернігів
- Банська Бистриця (Словаччина)